# Svipdagsmál

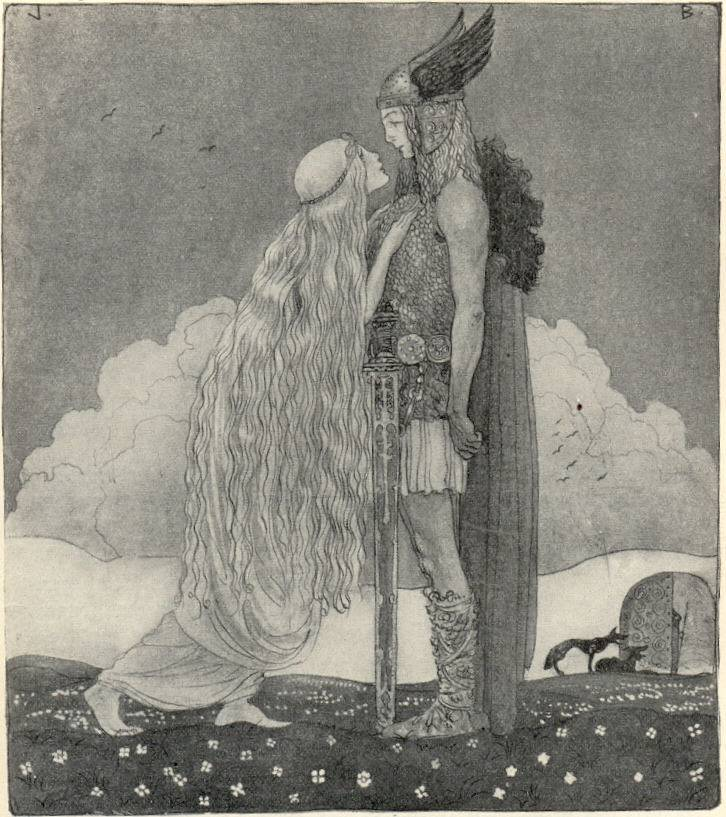
Svipdag se encuentra con su amada. Ilustración de John Bauer.

Svipdagsmál (El canto de Svipdag) es un poema en nórdico antiguo que forma parte de la Edda poética. Está conformado por dos poemas, Los hechizos de Groa y Los dichos de Fjölsvinnr. Las dos obras están agrupadas ya que tienen un narrador en común, Svipdag. Además al parecer tienen un origen en común ya que son muy similares en cuanto al uso del lenguaje, la estructura, el estilo y la métrica ljóðaháttr.

## Grógaldr
En el primer poema, la cruel madrastra del joven Svipdag le asigna la tarea de conseguir la mano de la giganta Menglöð. Este convoca por nigromancia la sombra de su madre, Gróa, una völva, para que le ayude a cumplir su tarea. Su madre invoca nueve hechizos para ayudarle.

## Fjölsvinnsmál
En el segundo poema, Svipdag, tras haber sobrevivido al duro viaje, es confrontado con un gigante vigilante llamado Fjölsvinnr. Fjölsvinnr es uno de los nombres del principal dios del Asgard, Odín. Este le pregunta su nombre y le dice que se vaya; Svipdag sabiamente oculta su nombre. A esto le sigue un juego de preguntas y respuestas, donde Svipdag descubre que Menglöð vive en el castillo del monte Lyfjaberg y que nadie podrá entrar a él salvo Svipdag. En este punto da su verdadero nombre y las puertas del castillo se abren.